# 15469 Ohmura
15469 Ohmura eller 1999 BC är en asteroid i huvudbältet som upptäcktes den 16 januari 1999 av den japanska astronomen Takao Kobayashi vid Ōizumi-observatoriet. Den är uppkallad efter amatörastronomen Tsutomu Ohmura.
Asteroiden har en diameter på ungefär 6 kilometer och den tillhör asteroidgruppen Koronis.